# Баб ед-Дра
Баб ед-Дра (на арабски: باب الذراع) е археологически обект край град Карак в западната част на Йордания.
Включва останки от селище с некропол от ранната бронзова епоха, обитавано приблизително между 3000 и 2350 година пр. Хр. Той е открит и описан за пръв път през 1924 година от американския археолог Уилям Олбрайт.
Някои изследователи смятат Баб ед-Дра за възможно място на библейския град Содом, но повечето автори отхвърлят тази хипотеза заради хронологичното разминаване, малкия размер на обекта и несъответствието на географското му положение.